# Фостер-Сіті (Каліфорнія)
Фостер-Сіті (англ. Foster City) — місто (англ. city) в США, в окрузі Сан-Матео штату Каліфорнія. Населення — 33 805 осіб (2020). Завдяки своєму розташуванню місто входить до Кремнієвої долини.

## Географія
Фостер-Сіті розташований за координатами 37°33′53″ пн. ш. 122°15′3″ зх. д. / 37.56472° пн. ш. 122.25083° зх. д. (37.564820, -122.250782).  За даними Бюро перепису населення США в 2010 році місто мало площу 51,39 км², з яких 9,73 км² — суходіл та 41,66 км² — водойми.

## Демографія
Згідно з переписом 2010 року, у місті мешкало 30 567 осіб у 12 016 домогосподарствах у складі 8406 родин. Густота населення становила 595 осіб/км².  Було 12458 помешкань (242/км²).
Расовий склад населення:
| - 45,5 % — білих - 45,0 % — азіатів - 1,9 % — чорних або афроамериканців - 0,6 % — вихідців з тихоокеанських островів - 0,1 % — корінних американців - 1,9 % — осіб інших рас |

До двох чи більше рас належало 5,0 %. Частка іспаномовних становила 6,5 % від усіх жителів.
За віковим діапазоном населення розподілялося таким чином: 22,6 % — особи молодші 18 років, 64,0 % — особи у віці 18—64 років, 13,4 % — особи у віці 65 років та старші. Медіана віку мешканця становила 39,3 року. На 100 осіб жіночої статі у місті припадало 93,5 чоловіків;  на 100 жінок у віці від 18 років та старших — 91,0 чоловіків також старших 18 років.
Середній дохід на одне домашнє господарство  становив 148 314 долари США (медіана — 123 039), а середній дохід на одну сім'ю — 165 356 доларів (медіана — 137 940). Медіана доходів становила 110 565 доларів для чоловіків та 86 650 доларів для жінок. За межею бідності перебувало 4,2 % осіб, у тому числі 4,2 % дітей у віці до 18 років та 3,7 % осіб у віці 65 років та старших.
Цивільне працевлаштоване населення становило 16 266 осіб. Основні галузі зайнятості: науковці, спеціалісти, менеджери — 28,5 %, освіта, охорона здоров'я та соціальна допомога — 17,1 %, виробництво — 11,6 %, фінанси, страхування та нерухомість — 10,8 %.